# Rochedos Bowler
Os rochedos Bowler são um grupo de rochedos fora da costa norte da ilha Greenwich nas Ilhas Shetland do Sul, Antártica situados a sudoeste da ilha Mesa e a noroeste das ilhas Aitcho, e se estendendo a 1 km (0,62 mi) na direção leste-oeste.  A área foi visitada por caçadores de foca do início do século XIX.
A característica recebeu o nome de David Bowler, gravador do mapeamento a bordo da lancha Nimrod durante o levantamento hidrográfico dos rochedos pela Marinha Real em 1967.

## Localização
O ponto médio está localizado a 1 km (0,68 mi) a sudoeste da Ilha Mesa, 2.15 km (1,34 mi) a noroeste do Rochedo Morris, 3,1 km (1,9 mi) ao norte do Rochedo Holmes e a 5,3 km (3,3 mi) a nordeste da ilha Romeo (mapeamento argentino em 1949, 1953 e 1980, britânico em 1968 e 1974, chileno em 1971, e búlgaro em 2009).

## Mapa
- L.L. Ivanov. Antártica: Ilha Livingston e Ilhas Greenwich, Robert, da Neve e Smith. Scale 1:120000 topographic map.  Troyan: Manfred Wörner Foundation, 2009.  ISBN 978-954-92032-6-4

## Ligações Externas
- Rochedo Belchin.